# Боне-Замін (Сіяхкаль)
Боне-Замін (перс. بنه زمين) — село в Ірані, у дегестані Пір-Кух, у бахші Дейламан, шагрестані Сіяхкаль остану Ґілян. За даними перепису 2006 року, його населення становило 406 осіб, що проживали у складі 93 сімей.

## Клімат
Середня річна температура становить 10,51 °C, середня максимальна – 25,66 °C, а середня мінімальна – -6,56 °C. Середня річна кількість опадів – 403 мм.
| Клімат поселення                              | Клімат поселення | Клімат поселення | Клімат поселення | Клімат поселення | Клімат поселення | Клімат поселення | Клімат поселення | Клімат поселення | Клімат поселення | Клімат поселення | Клімат поселення | Клімат поселення | Клімат поселення |
| Показник                                      | Січ.             | Лют.             | Бер.             | Квіт.            | Трав.            | Черв.            | Лип.             | Серп.            | Вер.             | Жовт.            | Лист.            | Груд.            |                  |
| Середній максимум, °C                         | 5,19             | 6,16             | 8,87             | 15,10            | 19,77            | 24,24            | 25,55            | 25,66            | 22,51            | 18,61            | 11,91            | 6,65             |                  |
| Середня температура, °C                       | −0,67            | 0,27             | 3,01             | 9,21             | 13,89            | 18,35            | 20,76            | 20,86            | 17,73            | 13,81            | 7,12             | 1,85             |                  |
| Середній мінімум, °C                          | −6,56            | −5,6             | −2,88            | 3,33             | 7,99             | 12,46            | 15,96            | 16,08            | 12,94            | 9,02             | 2,34             | −2,94            |                  |
| Норма опадів, мм                              | 38               | 39               | 62               | 48               | 36               | 12               | 12               | 11               | 15               | 36               | 45               | 49               |                  |
| Середньомісячна швидкість вітру, м/с          | 2.00             | 2.56             | 2.78             | 3.12             | 2.57             | 2.30             | 2.21             | 2.01             | 1.93             | 2.12             | 2.08             | 2.03             |                  |
| Середньомісячна сонячна радіація, кДж/м²·день | 7765             | 10160            | 12576            | 16704            | 20686            | 23548            | 23578            | 20626            | 17435            | 12579            | 9390             | 7391             |                  |
| --------------------------------------------- | ---------------- | ---------------- | ---------------- | ---------------- | ---------------- | ---------------- | ---------------- | ---------------- | ---------------- | ---------------- | ---------------- | ---------------- | ---------------- |
| Джерело:                                      |                  |                  |                  |                  |                  |                  |                  |                  |                  |                  |                  |                  |                  |